# 나무와학교
나무와학교는 경상북도 영천시 대창면에 있는 초중등 인문생태학교이다.

## 연혁
- 2008년 9월 7일 - 나무와학교 초등과정 개교
- 2008년 12월 - 영천시 대창면으로 학교 공간을 옮김
- 2009년 1월 - 중등과정 개교 준비
- 2011년 5월 - 나무와학교 공간 ‘와와‘ 시작
- 2012년 3월 - 나무와학교 중등과정 개교
- 2012년 5월 - 나무와 학교 부설 어학원 (Namuwa L.I.F.E. Center, Philippines)
- 2012년 10월 13일 - Blue Danube School, Inc. 자매결연(Friendship and Cooperation : 문화교류와 영어수업교류)
- 2013년 12월 - 중학교 과정 설립 인가